# Orion (HSK 1)
El Orion era un barco mercante alemán, reformado y armado durante la Segunda Guerra Mundial para la guerra comercial. Terminado en 1931 como el mercante con turbinas de vapor Kurmark para la Hamburg America Line (HAPAG), fue puesto en servicio hacia las Indias Orientales Neerlandesas. En 1939 fue requisado por la Kriegsmarine, que lo denominó Schiff 36 (Barco 36). Bajo la denominación de Crucero de Interferencia Comercial 1 (Handelsstörkreuzer 1, HSK 1) se utilizó desde abril de 1940 como crucero auxiliar. La Armada británica lo llamó Raider A.
Empleado sobre todo en el Pacífico Sur, tras siete meses sin éxito, volvió a navegar el 23 de agosto de 1941 hacia el sur de Francia. Al final de la guerra participó en la evacuación de las regiones orientales de Alemania, siendo hundido en Swinemünde en un ataque aéreo el 4 de mayo de 1945, cuando navegaba hacia Copenhague.

## Técnica y equipamiento
El barco fue construido en 1930/31 por Blohm & Voss en Hamburgo como mercante Kurmark para la Hapag. Formó parte de una clase de seis cargueros destinados a navieras de Oriente Lejano y Australia. El modelo de la serie fue el Neumark, construido por los astilleros Howaldtswerken en Kiel, que en 1939 se convertiría en crucero auxiliar Widder (HSK 3, Raider D). Otros fueron el Staßfurt de Bremer Vulkan, el Bitterfeld de Krupp Germaniawerft, el Nordmark de Flensburger Schiffbau-Gesellschaft y el Uckermark, también de Blohm & Voss, que tenía calderas de alta presión. Todos iban propulsados por turbinas de vapor sacadas en invierno de 1929/30 de los cuatro barcos de la clase Albert Ballin (llamada así en honor de Albert Ballin), que habían recibido nuevos sistemas de propulsión. Las dos turbinas sobrantes fueron para los barcos combinados (de carga y pasajeros) Tacoma y Vancouver, construidos en 1930 por Deutsche Werft en Hamburgo para operar en la costa este de Estados Unidos. 
El Kurmark estaba en Alemania al estallar la guerra, fue requisado por la Kriegsmarine, reformado y alistado el 9 de diciembre de 1939 como Orion (HSK 1). Con 148 m de eslora, 18,6 de manga y 8,2 de calado, su desplazamiento era de 15.700 t. Su velocidad máxima era de 14 nudos. Iba armado con seis cañones de 15 cm, uno de 7,5 cm, dos de 3,7 cm y cuatro de 2 cm antiaéreos, así como seis tubos lanzatorpedos. Como no llevaba Radar, se le dotó de dos hidroaviones tipo Arado Ar 196, para la localización de barcos enemigos que pudieran ser atacados o consituyeran una amenaza. Su comandante fue el capitán de corbeta Kurt Weyher, que había mandado el buque escuela Horst Wessel.

## Guerra comercial
El 30 de marzo de 1940 salieron al Mar del Norte los tres primeros cruceros auxiliares alemanes (el Orion, su hermano de clase Widder y el Atlantis, primero en salir) desde Kiel por el Canal del Emperador Guillermo. Con sus 376, el Orion dejó Alemania el 6 de abril de 1940 para llegar al Pacífico pasando por el Atlántico y el Cabo de Hornos. Al principio fue escoltado por los torpederos Luchs y Wolf, más una flotilla de lanchas rápidas. Después quedó solo, coincidiendo con la Operación Weserübung, disfrazado como mercante holandés Beemsterdijk hasta la isla de Jan Mayen, y luego pegado a la banquisa de hielo, a lo largo del Estrecho de Dinamarca, camuflado como un mercante soviético. En el Atlántico se camufló como mercante griego Rokos y debía hundir barcos para dar la sensación de que en la zona operaba un crucero pesado alemán. Solo tuvo éxito el 26 de abril, al encontrar frente a Terranova el mercante Haxby, que alertó por radio del ataque de un buque de guerra.
En mayo se encontró en el Atlántico con el viejo petrolero que le habían asignado, el Winnetou, que al estallar la guerra se internó en Las Palmas y que debía acompañar al Orion al Mar del Sur. El Orion lo encontró el 9 de abril gracias a la ayuda de uno de sus aviones, ya que por su escasa velocidad (7 nudos), el buque cisterna no había llegado al punto de reunión. Ambos barcos pasaron juntos el Ecuador, tomando el Orion 1.900 toneladas de petróleo aprovechando el buen tiempo, y estableciendo un nuevo punto de encuentro para dos meses después en la isla Tabor, ya en el Pacífico.
El Orion se camufló como brasileño Mandu y pasó el Cabo de Hornos el 21 de mayo, arrumbando hacia Nueva Zelanda., donde en la noche del 13 al 14 de junio de 1940 colocó minas frente al puerto de Auckland. Cinco días después, el barco de pasajeros y correo Niagara se hundió tras topar con una de las minas y sin que se determinara la causa del hundimiento. A bordo del Niagara y con el máximo secreto iba una gran cantidad de barras de oro del Banco de Inglaterra, como pago de suministros bélicos para los Estados Unidos, que aún no habían entrado en la Segunda Guerra Mundial. El oro pudo ser recuperado casi en su totalidad a principios de 1941, en la que entonces fue operación de rescate a mayor profundidad.
Al pasar ante varios puertos del Pacífico, el Orion no encontró a ningún barco, por lo que su presencia seguía siendo ignorada. Tras casi dos meses de búsqueda, el 19 de junio se topó con la motonave noruega Tropic Sea, que fue su segunda víctima en el Pacífico. El barco llevaba trigo para Gran Bretaña vía Canal de Panamá, así que lo prepararon para viajar a Francia con ayuda del buque cisterna Winnetou, cuyo capitán, Fritz Steinkrauss se hizo cargo de la presa con una tripulación de 17 hombres del petrolero y 11 marinos militares, aparte de los 55 prisioneros. El 30 de junio marchó el barco, rebautizado como Kurmark. Después tomó el Orion otras 1.500 toneladas de petróleo de la cisterna y volvió a recorrer puertos y rutas en torno a Nueva Zelanda. A fines de julio, en otro punto preestipulado, tomó 800 toneladas de combustible del Winnetou y ambos barcos marcharon con rumbo norte. El 7 de agosto volvió a repostar 400 toneladas de petróleo al norte de las Islas Santa Cruz y dejó que marchara hacia Japón el buque cisterna, al que ya solo le quedaba combustible para autoabastecerse.

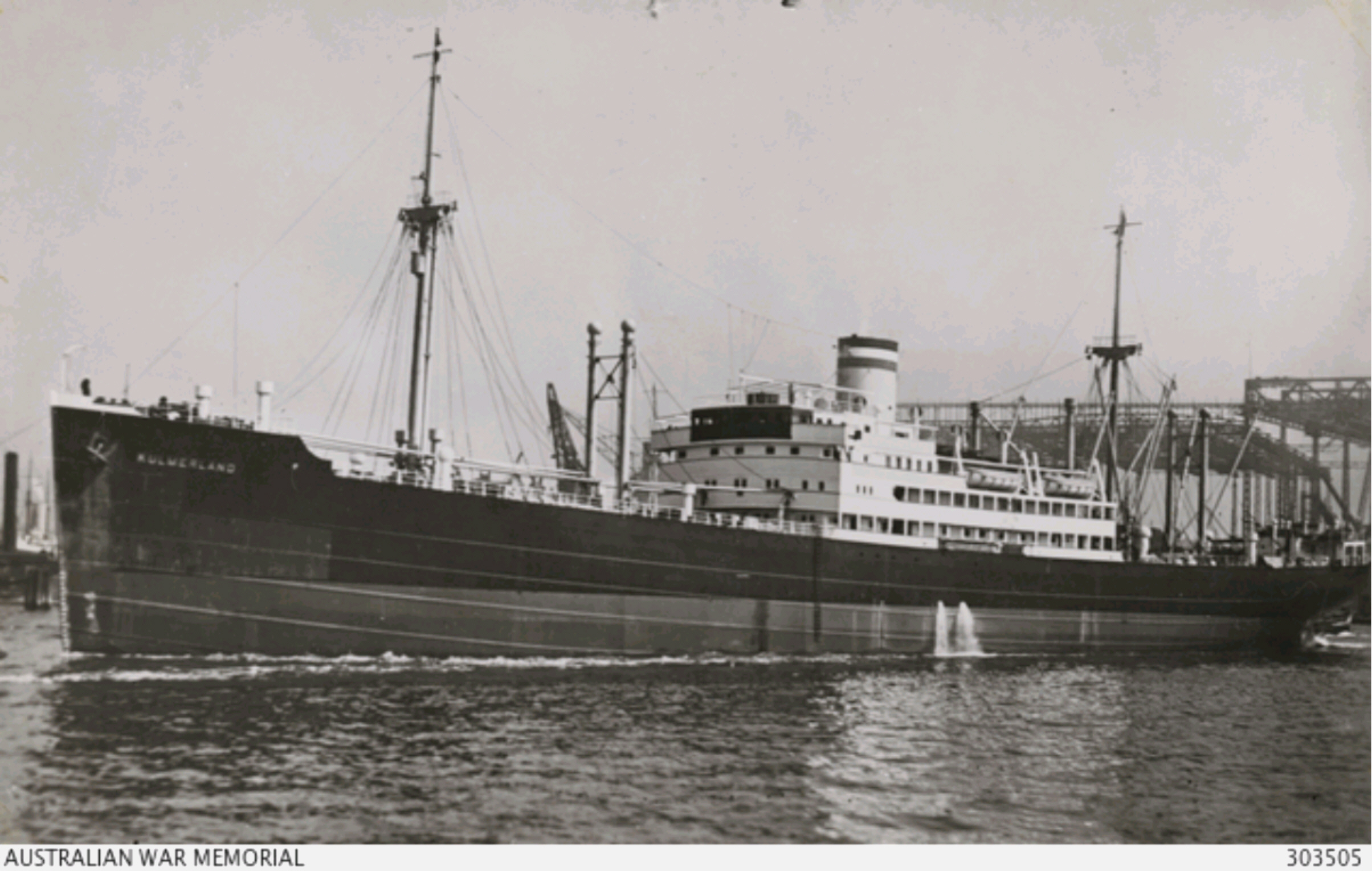
El Kulmerland, cisterna del Komet y uno de los barcos del Grupo del Mar del Sur.

Como sustituto del petrolero, siguiendo órdenes del Mando de Guerra Naval (Seekriegsleitung, Skl), debía llegar de México la motonave Weser de la NDL, o buques auxiliares de Japón. Se estableció como punto de reunión a mediados de octubre el atolón de Ailinglapalap en las Islas Marshall. Antes de llegar allí, el Orion hundió en agosto dos mercantes. Al llegar el 10 de octubre a Ailinglapalap, se encontró allí al buque de aprovisionamiento Regensburg. Puesto que el citado Weser, a las pocas horas de salir de Manzanillo (México), fue interceptado por un crucero auxiliar canadiense, se consideró que el punto de reunión no era seguro, así que el Orion y el Regensburg partieron para Lamotrek, en las Carolinas, donde se encontrarían con el crucero auxiliar Komet y el buque de abastecimiento Kulmerland. En ruta, el Orion capturó a la motonave de carga pesada noruega Ringwood, que navegaba de vacío hacia Banaba. Aunque hubiera sido una buena presa y buque de apoyo, por falta de medios para manejarlo, se decidió hundirlo.

El ataque a Nauru

### El Grupo del Mar del Sur
El 18 de octubre encontró el Orion en Lamotrek al crucero auxiliar Komet y su buque de apoyo Kulmerland, formando los cuatro buques el Grupo de Oriente Lejano, camuflándose como japoneses. Los dos buques de abastecimiento se llamaron Tokio Maru sin tener referencias ópticas de un barco realmente existente y el camuflaje del Orion era muy superficial, hasta en el símbolo de neutralidad japonés. De hecho, un buque de pasajeros japonés dio parte a sus autoridades de la presencia de ese extraño grupo en el atolón, y los buques alemanes tuvieron que hacerse a toda prisa a la mar. El Regensburg marchó a Japón en busca de abastecimientos y piezas de repuesto para el Orion. Los otros tres navegaron hacia el sur, en una ancha formación exploradora, con vistas a atacar el tráfico marítimo australiano y neozelandés por el Pacífico. El éxito frente al Rangitane, hundido 300 millas al este de Nueva Zelanda el 27 de noviembre de 1940, les obligó al mismo tiempo a retirarse, ya que los británicos enviaron enseguida buques de guerra e hidrocanoas de largo alcance.
El comandante del Komet, Robert Eyssen, que por su mayor antigüedad mandaba también el grupo, era partidario de atacar la isla Nauru, rica en fosfatos. Quería destruir las instalaciones de producción y carga del antiguo archipiélago alemán y dejar allí a los prisioneros, que por orden del Mando de Guerra Naval no podían llevarse a Japón. De camino, hundieron al barco de abastecimiento de la isla, y a cuatro mercantes que esperaban ser cargados en ella. Pero el mal tiempo impidió desembarcar las tropas para destruir las instalaciones o a los prisioneros, que ya eran casi 700 personas - entre ellas 52 mujeres y ocho niños - y por tanto un grave problema, pues sabían ya mucho sobre los buques alemanes, su situación y forma de actuar. El comandante del Orion quería dejar en la isla solo a las mujeres, los niños y los marineros asiáticos, mandando a los marineros británicos a Alemania con el forzador de bloqueo Ermland, cuya llegada había sido anunciada por la oficina de abastecimiento de Japón. Eyssen decidió dejar con tiendas y comestibles en una estación de la isla de Emirau, del archipiélago Bismarck, a 343 europeos y 171 asiáticos, de los 153 prisioneros de su barco, los 257 del Kulmerland y los 265 del Orion.
Después se disolvió el grupo, que había sumado siete barcos hundidos más el ataque a Nauru. El Kulmerland navegó hacia Japón en busca de abastecimientos y piezas de repuesto, el Orion partió a encontrarse con el Regensburg y un petrolero en Lamotrek, donde podrían acondicionar el barco adecuadamente. Por último el Komet regresó a Nauru y el 27 de diciembre bombardeó la isla, obligando a detener durante 10 semanas el abastecimiento de fosfatos, que aún se vería obstaculizado por la destrucción de los medios de transporte específicos.
De haber atacado a los buques frigoríficos, de los que cada mes salían de Nueva Zelanda ocho o nueve, habrían podido afectar a los suministros de Gran Bretaña, pero solo uno Devon, en viaje de ida, fue hundido en agosto de 1941 por el Komet.

### Nueva campaña delOrionsin éxito y regreso
La tripulación del crucero auxiliar se ocupó durante otros ocho meses de poner su buque a punto y buscar éxitos. Pero a pesar de los esfuerzos logísticos, el Orion pudo estar pocas veces dispuesto y no tuvo ningún éxito en las regiones por las que navegó.
De regreso a Lamotrek, el Orion se encontró con el Regensburg y con el Ole Jacob, un petrolero ex-noruego casi nuevo que el Atlantis capturó en noviembre de 1940 en el Golfo de Bengala con un cargamento de gasolina de aviación e importantes documentos, y que fue enviado a Japón. A cambio de la gasolina y los documentos, fue cargado de combustible y otros abastos para los cruceros auxiliares alemanes, al mando del capitán Steinkrauss, que ya había apoyado al Orion en la primera parte de su campaña, como capitán del Winnetou. Apoyó al Orion hasta el 3 de junio de 1941, para regresar con el Ole Jacob hacia Francia una vez completado el traspaso de combustible y suministros. El Regensburg traspasó sus abastos al Orion y al Ole Jacob y dejó el punto de encuentro justo después de año nuevo, para buscar más abastos en Japón.
El 5 de enero de 1941 llegó a la cita el Ermland, al que el Orion traspasó los 183 prisioneros que le quedaban. La ex-motonave de la Hapag siguió viaje el día 9 hacia el Cabo de Hornos y Europa, tomando aún otros 148 prisioneros de los buques que operaban en el Atlántico Sur. El 3 de abril de 1941 se convirtió en el primer forzador de bloqueo que llegaba a Burdeos desde Japón. Una vez entregados los prisioneros, se reacondiciono y camufló de nuevo el Orion, que navegó por el norte de las Islas Marianas a Maug. Durante el acondicionamiento, llegaron los barcos de aprovisionamiento Regensburg y Münsterland. Este no solo traía agua y comestibles, sino también un hidroavión japonés Nakajima E8N1, pues los Arado que llevaba el barco ya estaban inutilizables. Los buques de suministros quedaron atrás cuando el Orion marchó de Maug con el Ole Jacob, para emprender la guerra de crucero en el Océano Índico, adonde llegó por Nueva Zelanda y Australia. En los tres meses que siguieron, el Orion navegó primero al oeste de Australia, luego al sur de Sri Lanka y por fin al este de Madagascar, sin localizar ni un solo barco enemigo, sino todo lo más uno o dos neutrales. El crucero auxiliar usó 38 veces su hidroavión en vuelos de reconocimiento y se sirvió en alguna ocasión del buque de suministros Alstertor, y con mucha más frecuencia de su petrolero Ole Jacob como buques exploradores adicionales.
A mediados de junio de 1941, el Orion salió del Océano Índico, y puesto que una vez vaciado el Ole Jacob no tenía petrolero, tuvo que abastecerse del crucero auxiliar Atlantis el 1 de julio 300 millas al norte de Tristán de Acuña. El comandante del Atlantis, Bernhard Rogge, se negó a dar más de lo imprescindible a su camarada Weyer, ya que él mismo tenía que navegar en zonas de caza que prometían poco éxito y no le parecía que el alto consumo y el mal estado de los motores del Orion resultaran prometedores. Con todo, el Orion logró hundir en el viaje de regreso a un carguero al oeste de Cabo Verde, pasados casi nueve meses de su último éxito en Nauru.
En total, el Orion hundió 10 barcos con 62.915 toneladas (incluyendo las dos víctimas de sus minas), y otros dos - incluido el Rangitane, el barco más grande hundido por un crucero auxiliar - más con 21.126 toneladas junto con el Komet. El 23 de agosto de 1941 regresó el Orion a Burdeos tras un viaje de 511 días y 127.337 millas náuticas, o casi seis veces la vuelta al mundo.

### Barcos capturados y hundidos por el crucero auxiliarOrion
|    | Nombre       | Tipo       | País        | Fecha                   | Arqueo en TRB | Suerte sufrida |
| 1  | Haxby        | Carguero   | Reino Unido | 24 de abril de 1940     | 5.207         | hundido (Posición), 17 muertos |
| 2  | Niagara      | Pasajeros  | Reino Unido | 18 de junio de 1940     | 13.415        | hundido por una mina del Orion (Posición) |
| 3  | Tropic Sea   | Carguero   | Noruega     | 19 de junio de 1940     | 5.781         | 8.000 toneladas de trigo, el 30 de junio enviado a España con tripulación de presa, el 3 de septiembre de 1940 fue autohundido frente a la costa española (Posición), al detenerlo el submarino inglés Truant |
| 4  | Notou        | Carguero   | Francia     | 16 de agosto de 1940    | 2.489         | hundido (Posición), 3.600 toneladas de carbón |
| 5  | Turakina     | Carguero   | Reino Unido | 20 de agosto de 1940    | 9.691         | hundido (Posición), 36 muertos |
| 6  | Ringwood     | Carguero   | Noruega     | 14 de octubre de 1940   | 7.203         | hundido (Posición), vacío |
| K  | Holmwood     | Carguero   | Reino Unido | 25 de noviembre de 1940 | 546           | hundido por el Komet (Posición), 192 ovejas fueron sacrificadas en el Orion |
| 7  | Rangitane    | Pasajeros  | Reino Unido | 27 de noviembre de 1940 | 16.712        | hundido en colaboración con el Komet (Posición), 16 muertos |
| 8  | Triona       | Carguero   | Reino Unido | 6 de diciembre de 1940  | 4.414         | hundido en colaboración con el Komet (Posición), 3 muertos, cargado de abastos para Nauru |
| K  | Vinni        | Carguero   | Noruega     | 7 de diciembre de 1940  | 5.181         | hundido por el Komet, vacío |
| 9  | Triadic      | Carguero   | Reino Unido | 8 de diciembre de 1940  | 6.378         | hundido (Posición), un muerto, vacío |
| K  | Komata       | Carguero   | Reino Unido | 8 de diciembre de 1940  | 3.900         | hundido por el Komet, 2 muertos |
| 10 | Triaster     | Carguero   | Reino Unido | 9 de diciembre de 1940  | 6.032         | hundido ante Nauru |
| 11 | HMNZS Puriri | Dragaminas | Reino Unido | 14 de mayo de 1941      | 927           | hundido por una mina del Orion (Posición), 5 muertos |
| 12 | Chaucer      | Carguero   | Reino Unido | 29 de julio de 1941     | 5.792         | vacío, en el Atlántico central, al oeste de Cabo Verde, hundido |

## Empleo posterior y final
En 1944 se cambió el nombre del barco a Hektor y se empleó como buque escuela artillero. En enero de 1945 volvió a llamarse Orion y se empleó para transportar refugiados de las regiones alemanas orientales hacia el oeste. Hizo 15 viajes con 1.500 pasajeros en cada uno (transportando a más de 22.000 refugiados aproximadamente en total).
El 4 de mayo de 1945, subieron a bordo del Orion, entre otros, buena parte de los tripulantes del antiguo navío de línea Schlesien, que había chocado con una mina magnética y tuvo que ser encallado en la rada de Swinemünde. En ruta hacia Copenhague, el Orion fue atacado y hundido por aviones al pasar por Swinemünde. De las 4.000 personas que entonces se encontraban a bordo, pudo salvarse la mayoría. Aproximadamente 150 murieron en el hundimiento.
El pecio fue parcialmente desguazado en 1952 en el mismo lugar del hundimiento. El 26 de mayo de 1956 chocó contra los restos del pecio del Orion el mercante Hordnes de la línea noruega Meidell, que llevaba superfosfatos desde Murmansk a Stettin, y se hundió.

## Tripulantes conocidos
- Adalbert von Blanc (1907–1976), desde 1962 a 1964 fue como almirante de flotilla jefe del Comando Central de Marina.